# Castañuela
Castañuela è un comune della Repubblica Dominicana di 13.748 abitanti, situato nella Provincia di Monte Cristi. Comprende, oltre al capoluogo, un distretto municipale: Palo Verde.